# حلقه نیم-اول

نمودار هسه بخشی از شبکه ایده‌آل‌های اعداد صحیح. گره‌های بنفش نشانگر ایده‌آل‌های اولند. گره‌های بنفش و سبز نشانگر ایده‌آل‌های نیم-اول ، و گره‌های بنفش و آبی نشانگر ایده‌آل‌های اولیه.

در نظریه حلقه‌ها، ایده‌آل‌های نیم-اول (به انگلیسی: Semiprime Ideals) و حلقه‌های نیم-اول (به انگلیسی: Semiprime Rings) تعمیم ایده‌آل‌های اول اند. در جبر جابجایی، به ایده‌آل‌های نیم-اول، ایده‌آل‌های رادیکال هم می‌گویند.
به عنوان مثال، در حلقه اعداد صحیح، ایده‌آل‌های نیم-اول، ایده‌آل صفر و تمام ایده‌آل‌هایی به شکل {\displaystyle n\mathbb {Z} } اند که در آن {\displaystyle n} یک عدد صحیح مربع-آزاد است. بنابر این، {\displaystyle 30\mathbb {Z} } یک ایده‌آل نیم-اول از اعداد صحیح است (چون {\displaystyle 30=2\times 3\times 5} و در تجزیه آن هیچ عامل اول تکراری مشاهده نمی‌شود)، اما {\displaystyle 12\mathbb {Z} } نیم-اول نیست (چون {\displaystyle 12=2^{2}\times 3}، و تجزیه آن دارای عامل اول تکراری است).
دسته حلقه‌های نیم-اول شامل حلقه‌های نیم-ابتدایی، حلقه‌های اول و حلقه‌های تحویل یافته‌است.
بسیاری از تعاریف و گزاره‌های این مقاله در (Lam 1999) و (Lam 2001) ظاهر شده‌اند.

## تعاریف
برای یک حلقه جابجایی چون {\displaystyle R}، ایده‌آل محضی چون {\displaystyle A} را یک ایده‌آل نیم-اول گویند اگر {\displaystyle A} در هرکدام از دو تعریف معادل زیر صدق کند:
- اگر از {\displaystyle x} در {\displaystyle R} و برای عدد صحیح مثبتی چون {\displaystyle k} از {\displaystyle x^{k}} در {\displaystyle A} نتیجه شود که {\displaystyle x} هم در {\displaystyle A} باشد.
- اگر {\displaystyle y} در {\displaystyle R} باشد اما در {\displaystyle A} نباشد، آنگاه تمام توان‌های صحیح مثبت {\displaystyle y} هم در {\displaystyle A} نباشند.

شرط دوم می گوید که متمم یک ایده‌آل نیم-اول "تحت توان گیری بسته است". این شرط مشابه خاصیت ایده‌آل های اول است که متممشان تحت ضرب بسته است. 
همچون ایده‌آل های اول، خاصیت اخیر برای ایده‌آل های نیم-اول با کمک ایده‌آل ها به حلقه های ناجابجایی تعمیم پیدا می کند. شرایط زیر برای ایده‌آل نیم-اول {\displaystyle A} در یک حلقه {\displaystyle R} با هم معادلند:
- برای هر ایده‌آل {\displaystyle J} از {\displaystyle R}، اگر برای هر عدد طبیعی {\displaystyle k} داشته باشیم {\displaystyle J^{k}\subseteq A} آنگاه {\displaystyle J\subseteq A}.
- برای هر ایده‌آل راست چون {\displaystyle J} از {\displaystyle R}، اگر برای هر عدد طبیعی {\displaystyle k} داشته باشیم {\displaystyle J^{k}\subseteq A} آنگاه {\displaystyle J\subseteq A}.
- برای هر ایده‌آل چپ چون {\displaystyle J} از {\displaystyle R}، اگر برای هر عدد طبیعی {\displaystyle k} داشته باشیم {\displaystyle J^{k}\subseteq A} آنگاه {\displaystyle J\subseteq A}.
- برای هر {\displaystyle x} در {\displaystyle R}، اگر {\displaystyle xRx\subseteq A}، آنگاه {\displaystyle x} در {\displaystyle A} خواهد بود.

در اینجا دوباره، حالتی مشابه با حالت ناجابجایی برای m-دستگاه ایده‌آل های اول داریم. یک زیرمجموعه ناتهی {\displaystyle S} از یک حلقه {\displaystyle R} را n-دستگاه (به انگلیسی: n-system) گویند اگر برای هر {\displaystyle s} در {\displaystyle S}، وجود داشته باشد یک {\displaystyle r} در {\displaystyle R} چنان که {\displaystyle srs} در {\displaystyle S} باشد. با این نمادگذاری ها، تعریف معادل دیگری را می توان به تعاریف فوق اضافه کرد:
- {\displaystyle R\setminus A} یک n-دستگاه است.

حلقه {\displaystyle R} را حلقه نیم-اول گوییم اگر ایده‌آل صفر آن یک ایده‌آل نیم-اول باشد. در حالت جابجایی، این معادل است با این که {\displaystyle R} یک حلقه تحویل یافته باشد، چون {\displaystyle R} هیچ عضو پوچتوان ناصفری ندارد. در حالت ناجابجایی، این حلقه هیچ ایده‌آل راست پوچتوان ناصفری ندارد.بنابر این، در حالی که یک حلقه کاهش یافته همیشه نیم-اول است، عکس آن صحیح نیست.